# Храм Різдва Богородиці (Хмільник)
Храм Різдва Богородиці (Хмільник) — діюча православна святиня у місті Хмільник Вінницької області, зразок українського бароко початку XIX століття. Пам'ятка архітектури місцевого значення.

## Історія
Церква Різдва Богородиці у місті Хмільнику зведена 1810 року на кошти парафіян та за підтримки державної казни. На її місці раніше стояла інша, ймовірно, дерев’яна церква.
У XIX столітті навколо храму сформувався комплекс будівель: два дерев’яні будинки для причту та одна кам’яна орендна споруда. У 1865 році чиновник Плужинський профінансував добудову бокових приділів, а в 1867 році було оновлено іконостас. Пізніше частину інтер’єру пошкодила блискавка.
До 1898 року завершилося будівництво господарських споруд, утворивши компактний церковний комплекс.
У радянський період храм залишався діючим до 1961 року, після чого його було перетворено на будинок урочистих подій (ЗАГС). Дзвіницю в цей період демонтували.
У 1995 році храм було повернуто церковній громаді. Перше богослужіння після тривалого періоду закриття відбулося 22 грудня 1995 року.
У 2008 році над криницею споруджено ковану дзвіницю, а 2014 року проведено капітальний ремонт фасаду.
Храм — кам’яний, двоповерховий, з окремою кам’яною дзвіницею. У 1865 році до головної будівлі прибудували два бокових приділи.

## Архітектура
Церква Різдва Богородиці в Хмільнику — кам’яна двоповерхова споруда, зведена у стилі українського бароко з елементами класицизму. Центральний купол встановлено на восьмигранному барабані зі світловими вікнами, фланкований двома меншими главами. Вхід прикрашає чотириколонний портик з фронтоном над ним.
Симетрично до центру прибудовано бокові приділи, апсиду та ризницю. Інтер’єр вирізняється вишуканою бароковою лаконічністю, колонним простором та триярусним іконостасом 1867 року, що після удару блискавки було частково пошкоджено.
До храмового комплексу входять: два одноповерхові цегляні будинки причту, кована триярусна дзвіниця над колодязем, зведена 2008 року